# Vandpolo under sommer-OL 1904
Vandpolo ved sommer-OL 1904. Vandpolo var med for anden gang på det olympiske program 1904 i St. Louis. Der var kun tre hold, alle amerikanske, som deltog. Der var totalt 21 mænd, syv på hvert hold som alle blev olympiske medaljører. Kampene blev spillet 5. og 6. september. New York Athletic Club slog Missouri Athletic Club med 5-0 og Chicago Athletic Club med 6-0.

## Medaljer
| Vandpolo OL 1904 St. Louis | Vandpolo OL 1904 St. Louis | Vandpolo OL 1904 St. Louis | Vandpolo OL 1904 St. Louis | Vandpolo OL 1904 St. Louis | Vandpolo OL 1904 St. Louis |
| -------------------------- | -------------------------- | -------------------------- | -------------------------- | -------------------------- | -------------------------- |
| Nr.                        | Land                       | Guld                       | Sølv                       | Bronze                     | Totalt                     |
| 1.                         | USA                        | 1                          | 1                          | 1                          | 3                          |
| Totalt                     | Totalt                     | 1                          | 1                          | 1                          | 3                          |

### Medaljevinderne
| Plass | Land | Spillere |
| ----- | ---- | --- |
| 1.    | USA  | New York Athletic Club David Bratton, George van Cleaf, Leo Goodwin, Louis Handley, David Hesser, Joseph Ruddy, James Steen                        |
| 2.    | USA  | Chicago Athletic Association Rex Beach, Jerome Steever, Edwin Swatek, Charles Healy, Frank Kehoe, David Hammond, William Tuttle                    |
| 3.    | USA  | Missouri Athletic Club St. Louis John Meyers, Manfred Toeppen, Gwynne Evans, Amedee Reyburn, Frank Schreiner, Augustus Goessling, William Orthwein |